# Classical variations in C for strings
Classical variations in C for strings is een compositie van Richard Arnell. 
Het werk draagt weliswaar “opus 1”, maar is niet het eerste werk dat hij componeerde. Hij had nog een eerder werk geschreven, maar was niet van plan dat uit te brengen en vond deze variaties goed genoeg op zijn “opus 1” te mogen dragen. Het werd overigens pas uitgegeven, nadat het al een keer op de New Yorkse radio te horen was geweest (31 december 1941). Zijn "volgend" werk Overture The New Age was toen al uitgevoerd in Carnegie Hall. Het is een werk in het genre Thema met variaties. Het werd op papier gezet in 1939 in Londen, maar werd pas in 1942 in de Verenigde Staten uitgegeven. Arnell zat vanaf midden 1939 “vast” in de Verenigde Staten; hij kon niet terug vanwege de Tweede Wereldoorlog.
De opbouw:
- Thema in fugavorm
- Chorale
- Canzona
- Minuet
- Alla breve
- Intermezzo
- Scherzo

Arnell koos voor een fuga als thema vanwege zijn docent John Ireland, die hem dat genre inprentte, aldus de componist aan zijn leerling en dirigent van de enige bekende opname van dit werk Martin Yates. 
Arnell schreef het voor de combinatie vier eerste violen, vier tweede, twee altviolen, drie celli en 1 contrabas.